# Rudolf Staehelin

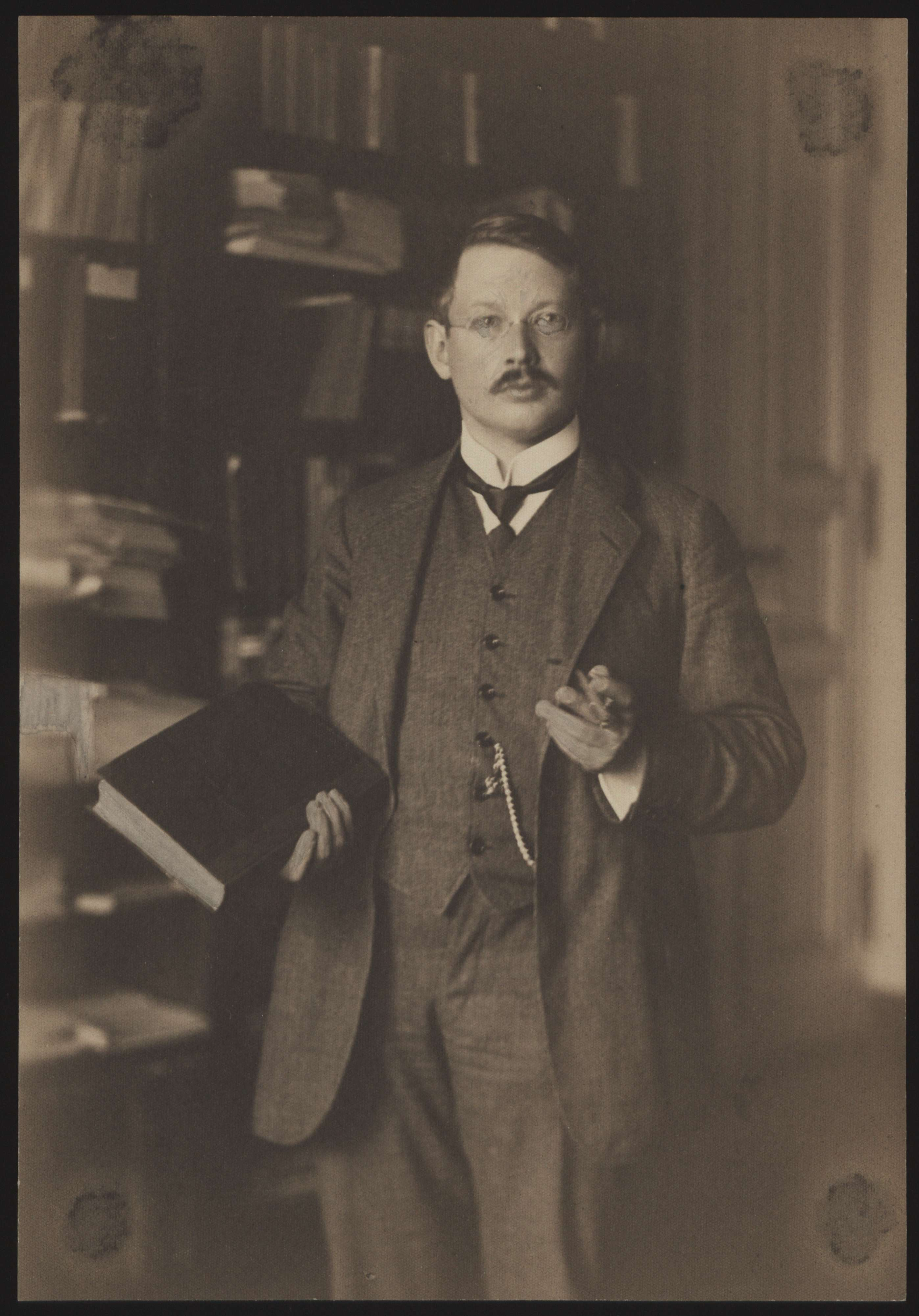
Rudolf Staehlin (zwischen 1905 und 1925)

Rudolf Staehelin (auch Karl Rudolf Stähelin oder Rudolf Staehelin-Kracht, * 28. August 1875 in Basel; † 26. März 1943 ebenda) war ein Schweizer Internist.

## Leben

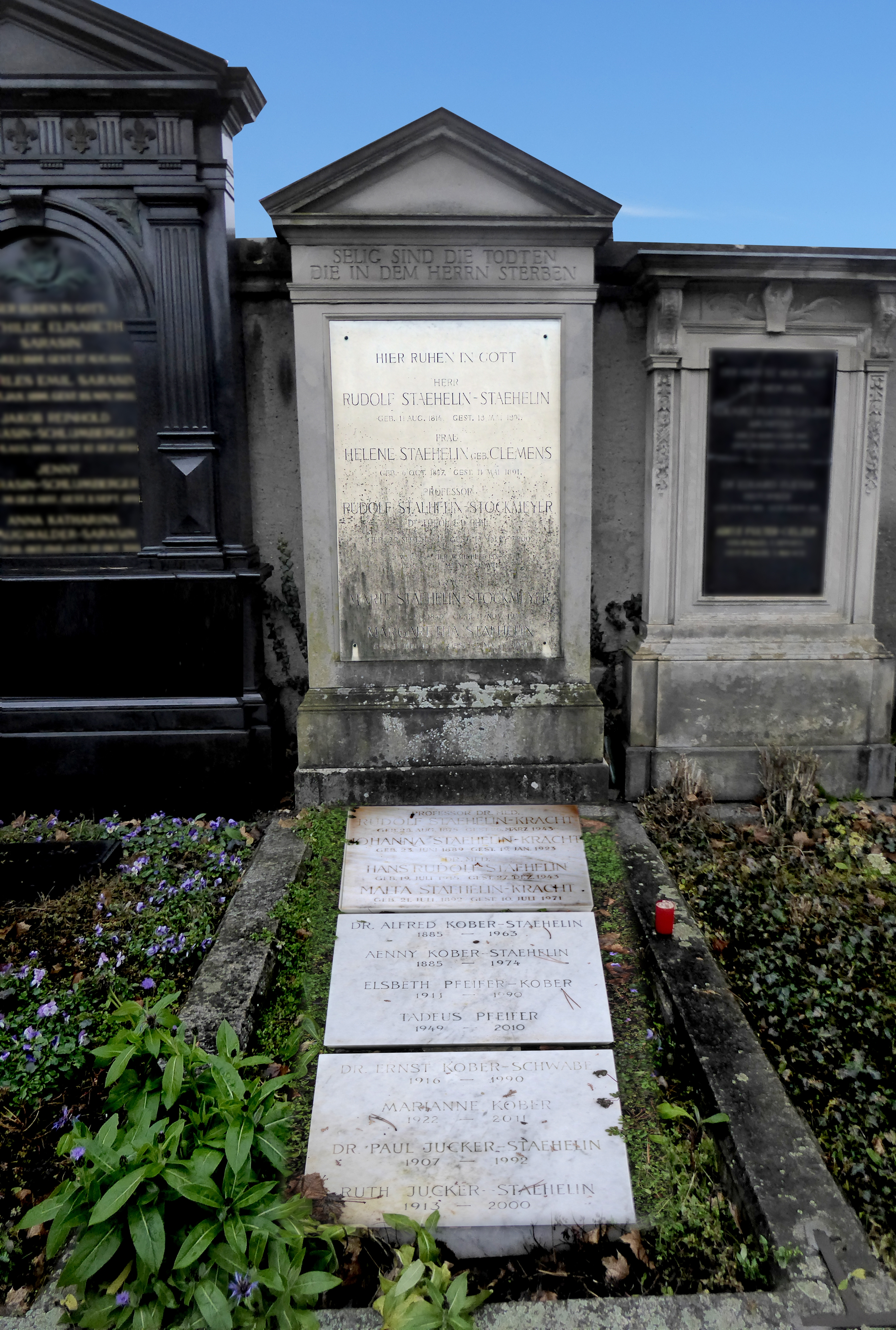
Grab. Wolfgottesacker in Basel.

Rudolf Staehelin war der Sohn des Theologen Rudolf Stähelin-Stockmeyer; sein Grossvater war der Basler Antistes Immanuel Stockmeyer. Seine Geschwister waren die Übersetzerin, Schriftstellerin und Dichterin Maria Margaretha Stähelin und der Wirtschaftsjurist Max Stähelin-Maeglin. Seine Schwester Anna (1885–1974) heiratete 1908 den Verleger Alfred Kober.

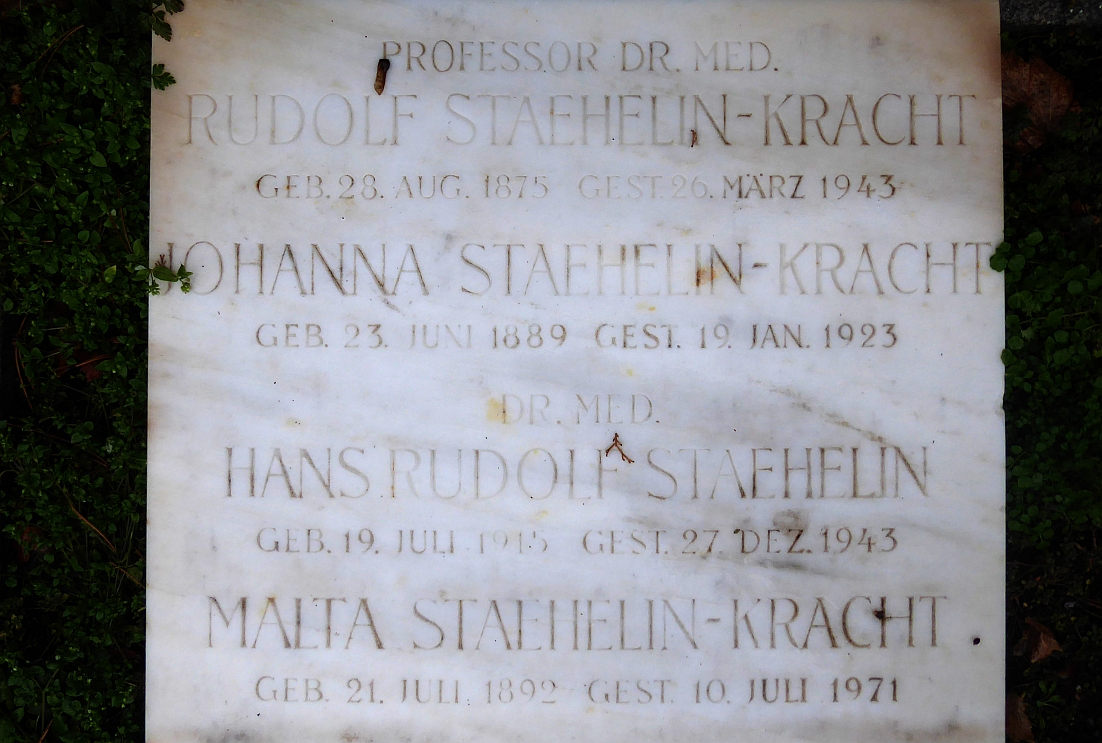
Grab. Wolfgottesacker in Basel.

Er studierte Medizin an den Universitäten von Basel, Tübingen und München; 1901 wurde er in Basel promoviert. Ab 1902 war er Dozent an der Universität Basel, ab 1906 an der Universität Göttingen und ab 1907 an der Universität Berlin (wo er auch einmal im Königlichen Charité-Krankenhaus wirkte). 1912 heiratete er eine Tochter des Berliner Verlegers Ulrich Kracht, Johanna, 1924 deren Schwester Malta. Von 1911 bis 1943 war er ordentlicher Professor für Innere Medizin und Direktor der medizinischen Klinik Basel. Er forschte über Tuberkulose, über Respirations-, Kreislauf-, Stoffwechsel- sowie über Infektionskrankheiten. Im Jahr 1932 wurde er zum Mitglied der Leopoldina gewählt.
Er war mit Leo Mohr der erste Herausgeber des ab 1911 bei Springer erschienenen Handbuchs der inneren Medizin.

## Schriften
- mit Leo Mohr: Handbuch der inneren Medizin. Springer, Berlin 1951; 4. Auflage, hrsg. von Gustav von Bergmann, Walter Frey und Herbert Schwiegk. Band I,1 – IX,3. Berlin/Göttingen/Heidelberg 1952–1960.
- Grundsätzliches zur Bewertung des Erfolges von Arzneimitteln. In: Schweizer Medizinische Wochenschrift. Jahrgang 73, Nr. 19/20. Schwabe, Basel 1943.
- Pro et Contra der Sulfanilamidtherapie. Vortrag. In: Schweizerische Medizinische Wochenschrift. Jahrgang 72, Nr. 8. Schwabe, Basel 1942.
- Die flüchtigen Lungeninfiltrate. In: Schweizerische Medizinische Wochenschrift. Jahrgang 72, Nr. 29. Schwabe, Basel 1942.
- Die Klinik des Bronchial- und Lungenkrebses. Referat. Tagung der Schweizerische Nationalliga für Krebsbekämpfung in Basel am 29./30. November 1941. In: Schweizerische Medizinische Wochenschrift. Jahrgang 72, Nr. 39. Schwabe, Basel 1942.
- Ermüdung und Krankheit. In: Schweizer medizinische Wochenschrift. Jahrgang 72, Nr. 28. Schwabe, Basel 1942.